# Pfarrkirche St. Leonhard (Villach)

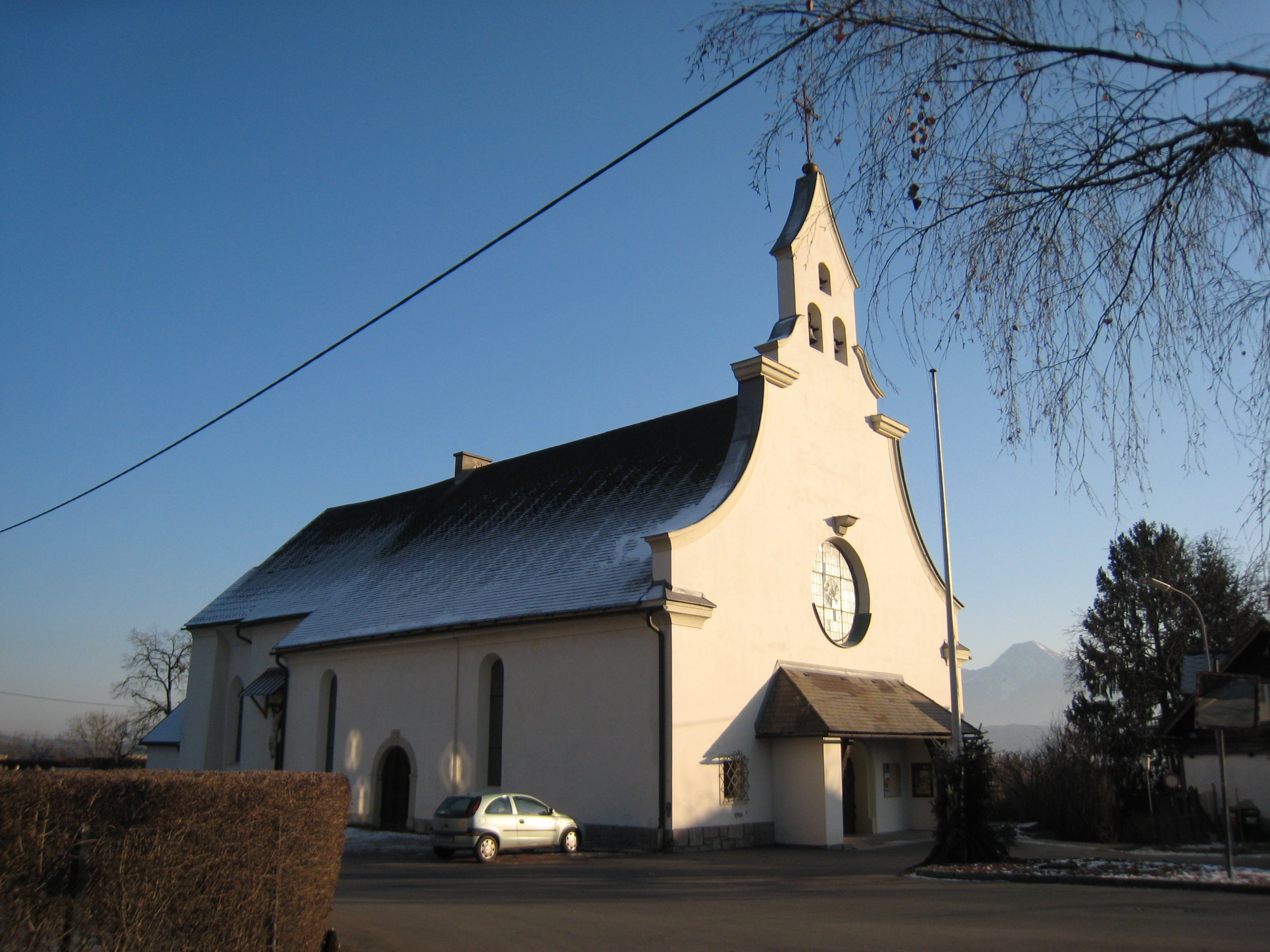
Pfarrkirche St. Leonhard in Villach

Die Pfarrkirche St. Leonhard im gleichnamigen Stadtteil von Villach wurde 1399 erstmals urkundlich erwähnt. Der spätgotische Bau wurde bei einem Bombenangriff am 22. März 1945 zum Teil zerstört. 1947 wurde die nach Plänen von Walter Mayr wiedererrichtete Kirche geweiht. St. Leonhard war eine Filiale von St. Nikolai und wurde erst 1954 zur Pfarre erhoben.

## Baubeschreibung
Die Kirche besitzt eine turmartig überhöhte Giebelfassade mit Vorbau und Rundbogenportal. Der gotische Chor ist nach Süden aus der Achse gerückt und wird von einfach abgetreppten Strebepfeilern gestützt. Nördlich neben dem Chor befindet sich ein Sakristeianbau. In der Chorschlussmauer ist ein römerzeitliches Grabbaurelieffragment mit der Darstellung eines Greifen eingemauert. An der südlichen Außenwand ist ein großes barockes Kruzifix angebracht.
Im Inneren spannt sich über dem saalartigen Langhaus eine Holzdecke. Das Gewölbe im breiten dreijochigen Altarraum ruht auf vorgestellten Wanddiensten. Das Altarwandgemälde zeigt einen Gnadenstuhl und wurde 1947 von Martin Häusle gemalt. Von der Abschlusswand führt eine Türe in den einjochigen gotischen Chor mit Fünfachtelschluss.

## Fresken
Ein um 1350 entstandenes Fresko im Chor zeigt den heiligen Georg im Drachenkampf mit Jungfrau und drei Heiligen. Um 1420 wurden die Szenen aus dem Leben der Heiligen Katharina, Leonhard und Dorothea sowie an der Westwand das Jüngste Gericht im derben friulanischen Stil gemalt. Im Gewölbe ist die Majestas Domini mit Evangelistensymbolen zu sehen. 1992 wurde an der südlichen Triumphbogenlaibung ein heiliger Aegidius freigelegt.

## Einrichtung
Der ehemalige Hauptaltar entstand 1515–20 in der jüngeren Villacher Werkstätte und ist heute im gotischen Chor aufgestellt. Er birgt im Schrein die Figur des heiligen Leonhard. Auf den gemalten Flügeln sind die Heiligen Rupertus und Nikolaus wiedergegeben.
Der neue Hauptaltar wurde von Gernot Kulterer geschaffen. Der nördliche Seitenaltar trägt die barocke Statue des heiligen Leonhard, am südlichen von 1673 steht eine barocke Madonna mit Kind sowie im Aufsatz ein spätgotischer Erzengel Michael.
Die Kanzel stammt aus dem letzten Viertel des 17. Jahrhunderts. Am Kanzelkorb sind Reliefdarstellungen mit dem Guten Hirten und den heiligen Leonhard aus dem 20. Jahrhundert zu sehen.
Den Franziskuszyklus schuf Kurt Weiß, das Antoniusrelief Mea von Bratusch. Die Orgel mit 14 Registern stammt von der Firma  Dreher aus Salzburg.